# 佐藤源右衛門
佐藤源右衛門(さとう げんえもん　生没年不詳)は萩藩士、萩藩佐藤家9代当主である。諱は信立。源右衛門の祖先を辿ると、源義経の家臣、佐藤忠信である。
父は佐藤市郎右衛門、諱は信考。弟は坪井九右衛門（佐藤九右衛門。坪井家を継ぐ）。子に佐藤信寛がいる。信寛は第61、62、63代内閣総理大臣佐藤栄作の先祖にあたる。山口県熊毛郡田布施町に住む。
子孫には第56、57代内閣総理大臣岸信介（初名・佐藤信介。佐藤栄作の兄。岸家を継ぐ。）や元衆議院議員の安倍晋太郎、その息子で第90、96、97、98代内閣総理大臣安倍晋三（岸信介にとって母方の孫にあたる）がいる。